# Lądowisko Bełchatów
Lądowisko Bełchatów – lądowisko sanitarne w Bełchatowie, w województwie łódzkim, położone przy. ul. Czaplinieckiej 123. Przeznaczone jest do wykonywania startów i lądowań śmigłowców sanitarnych i ratowniczych w dzień i w nocy o dopuszczalnej masie startowej 5700 kg. Oficjalne otwarcie nastąpiło 4 czerwca 2007.
Zarządzającym lądowiskiem jest Szpital Wojewódzki im. Jana Pawła II. W roku 2011 zostało wpisane do ewidencji lądowisk Urzędu Lotnictwa Cywilnego pod numerem 88.